# 馬修·肯尼迪
馬修·肯尼迪（英語：Matthew Kennedy；1994年11月1日—）是一位蘇格蘭足球運動員。在場上的位置是邊鋒。現效力於蘇超球隊鴨巴甸，北愛爾蘭足球代表隊成員，他曾效力於朴茨茅斯。他也代表蘇格蘭各級國青隊參賽。

## 外部連結
- Matthew Kennedy－UEFA國際賽競賽紀錄
- Matthew Kennedy profile at EvertonFC.com